# Jasień (dopływ Neru)
Jasień – rzeka przepływająca przez niemal centrum Łodzi, której cały bieg (wynoszący 12,6 km) mieści się w granicach administracyjnych miasta. Źródło rzeki znajduje się na Stokach w pobliżu ulicy Lawinowej na wysokości 250 m n.p.m., a rzeka kończy swój bieg wpadając do Neru na wysokości 173 m n.p.m.
Na rzece znajdują się stawy w: Parku Widzewskim, Parku nad Jasieniem, przy rezydencji Edwarda Herbsta oraz w Parku im. Władysława Reymonta.
Nazwa rzeki jest rodzaju męskiego (ten Jasień), o czym świadczy m.in. istniejący Park nad Jasieniem u zbiegu ulic Śmigłego-Rydza i Tymienieckiego oraz ulica o tej samej nazwie na Nowym Rokiciu.

## Historia
Rzeka miała duże znaczenie w rozwoju gospodarczym Łodzi. W latach 1824–1828 na południe od Nowego Miasta (na terenach miejskich oraz rządowych) dokonano regulacji osady przemysłowej, przeznaczonej pod osiedlenie tkaczy lnu i bawełny, którą nazwano Łódka. Osada położona była wzdłuż rzeki Jasień i traktu piotrkowskiego. Wybór Jasienia wynikał z dwóch faktów: głębokość w górnym biegu dochodziła do 1 m, spadek na długości 2,1 km wynosił 17 metrów, tj. ok. 0,8%. Szczególnie dużo wody dostarczał rejon dzisiejszego Placu Zwycięstwa (dawne nazwy: Wodny Rynek, park Źródliska, wcześniej należące do młyna wodnego Lamus – do dzisiaj funkcjonujące w obiegu potocznym, a nawet oficjalnym – świadczą o powyższym fakcie).
W końcu lat 20. XIX wieku zaczęły powstawać wzdłuż Jasienia pierwsze łódzkie fabryki: bielnik, krochmalnia, folusz i magiel Tytusa Kopischa w 1828, w rejonie ulic Piotrkowskiej, Emilii (dziś Tymienieckiego) i Widzewskiej (dziś Kilińskiego), Lamus, Wójtowski Młyn, Księży Młyn i Araszt, gdzie w 1824 prawie 2 km² otrzymał Krystian Fryderyk Wendisch. Po drugiej stronie rzeki rozpoczęli działalność A.W. Potempa – drukarnia tkanin bawełnianych, J.T. Lange – farbiarnia czerwieni tureckiej oraz zakłady bawełniane Ludwika Geyera. Potempa zajął północną stronę nowo spiętrzonego stawu, Geyer południową, a Lange w rejonie ulicy Czerwonej. Z czasem wszystko to odkupił L. Geyer i stworzył jedno z większych przedsięwzięć gospodarczych w Łodzi. Młyn Lamus w rejonie ulicy Targowej w 1842 otrzymał Traugott Grohmann, który jako drugi po Geyerze zastosował maszynę parową w przemyśle bawełnianym. W 1853 przybył do Łodzi Karol Scheibler, który otrzymał bezpłatnie od miasta teren dzisiejszego Parku Źródliska. Wkrótce wchłonął wiele małych firm. W końcu XIX wieku była to jedna z największych firm bawełnianych na świecie.
Rozwijający się przemysł w mieście i rosnące zapotrzebowanie wody do produkcji włókienniczej sprawił, że Jasień, który napędzał kilka młynów, w latach 60. XIX w. stał się strumykiem o głębokości nieprzekraczającej 40 cm i szerokości do 230 cm.

## Dopływy
Dopływy Jasienia to dzisiejsze Karolewka i Olechówka oraz Lamus. Dawniej dopływem była jeszcze (dziś wyschnięta) rzeka Dąbrówka.

## Galeria

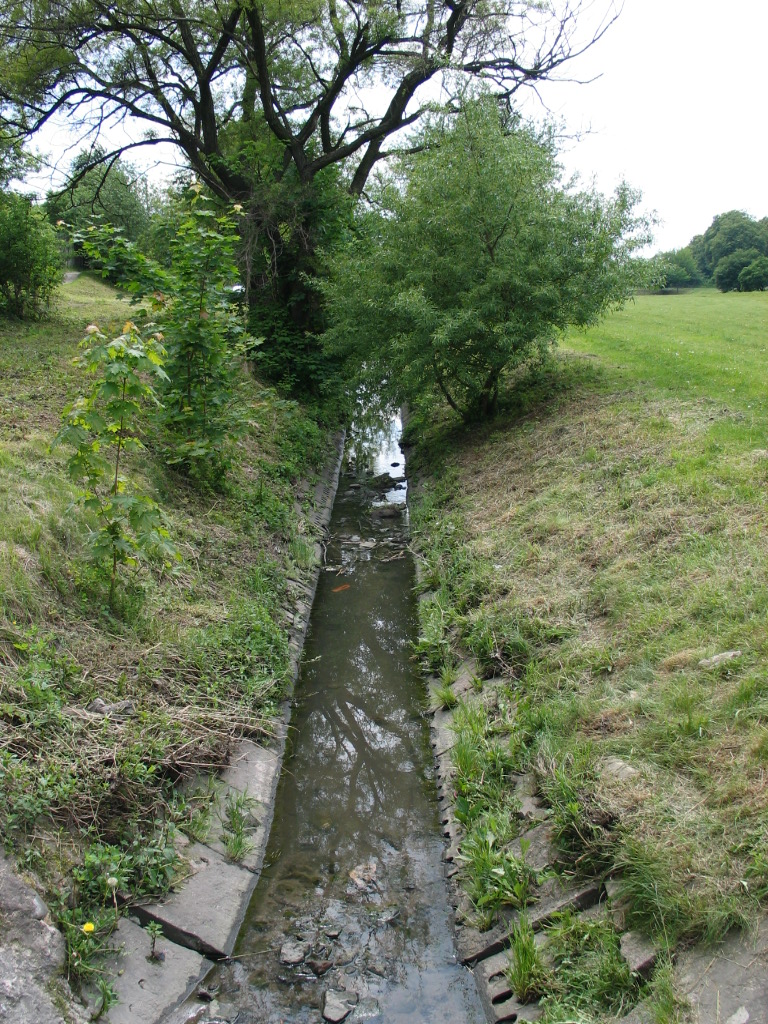
Jasień
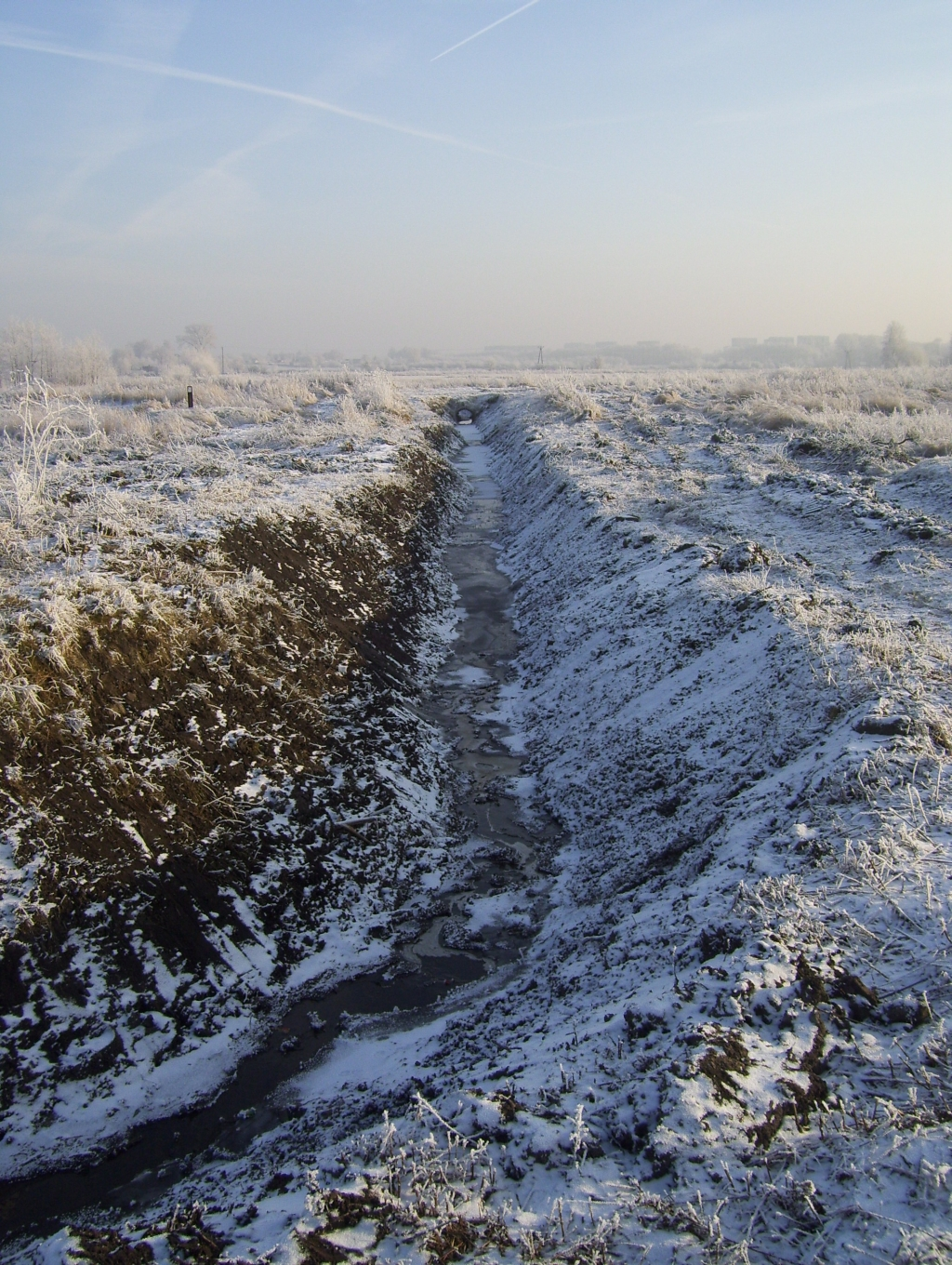
Jasień przy ul. Pomorskiej, w pobliżu źródła – widok na południowy wschód
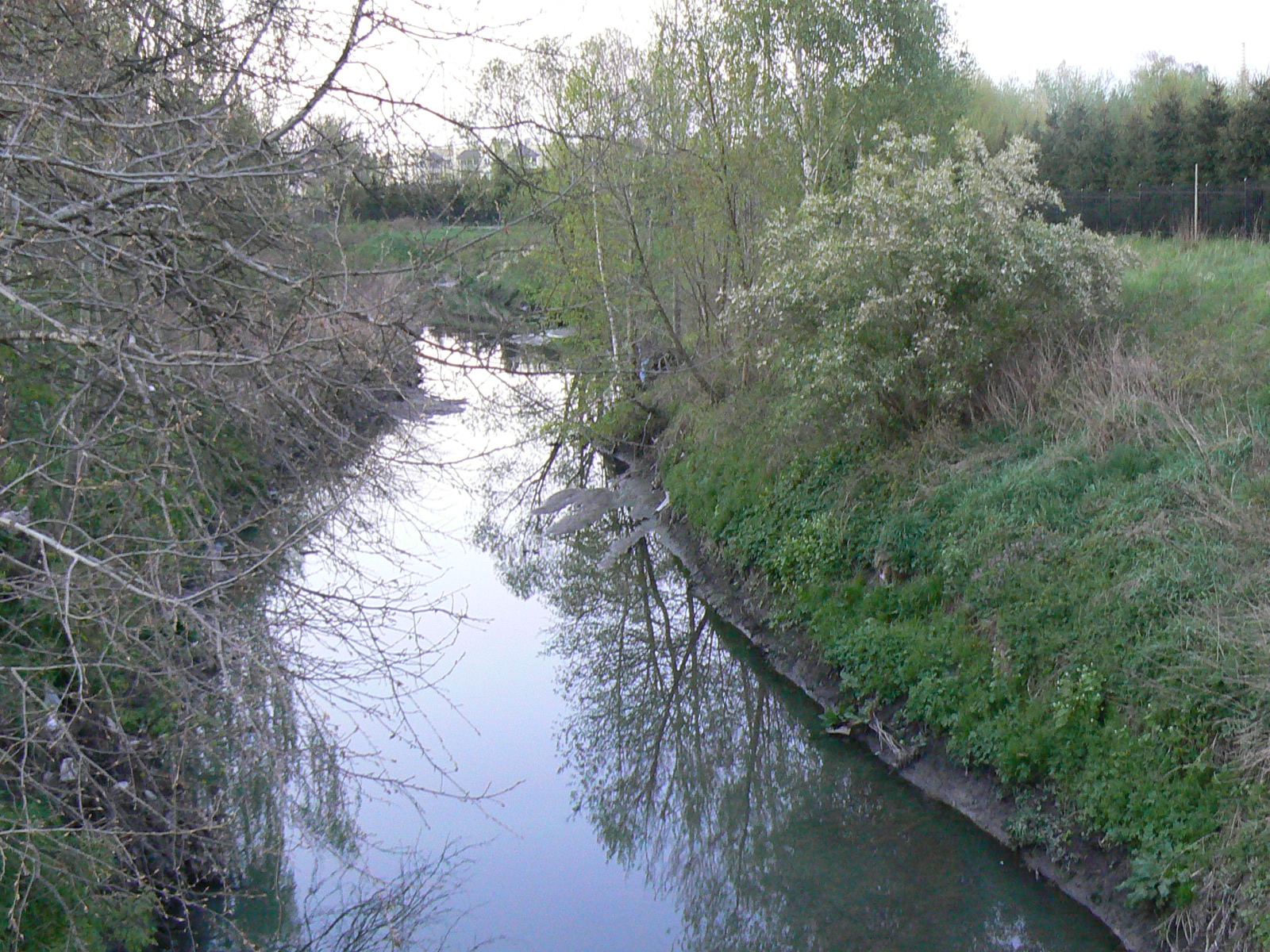
Jasień na Starym Rokiciu
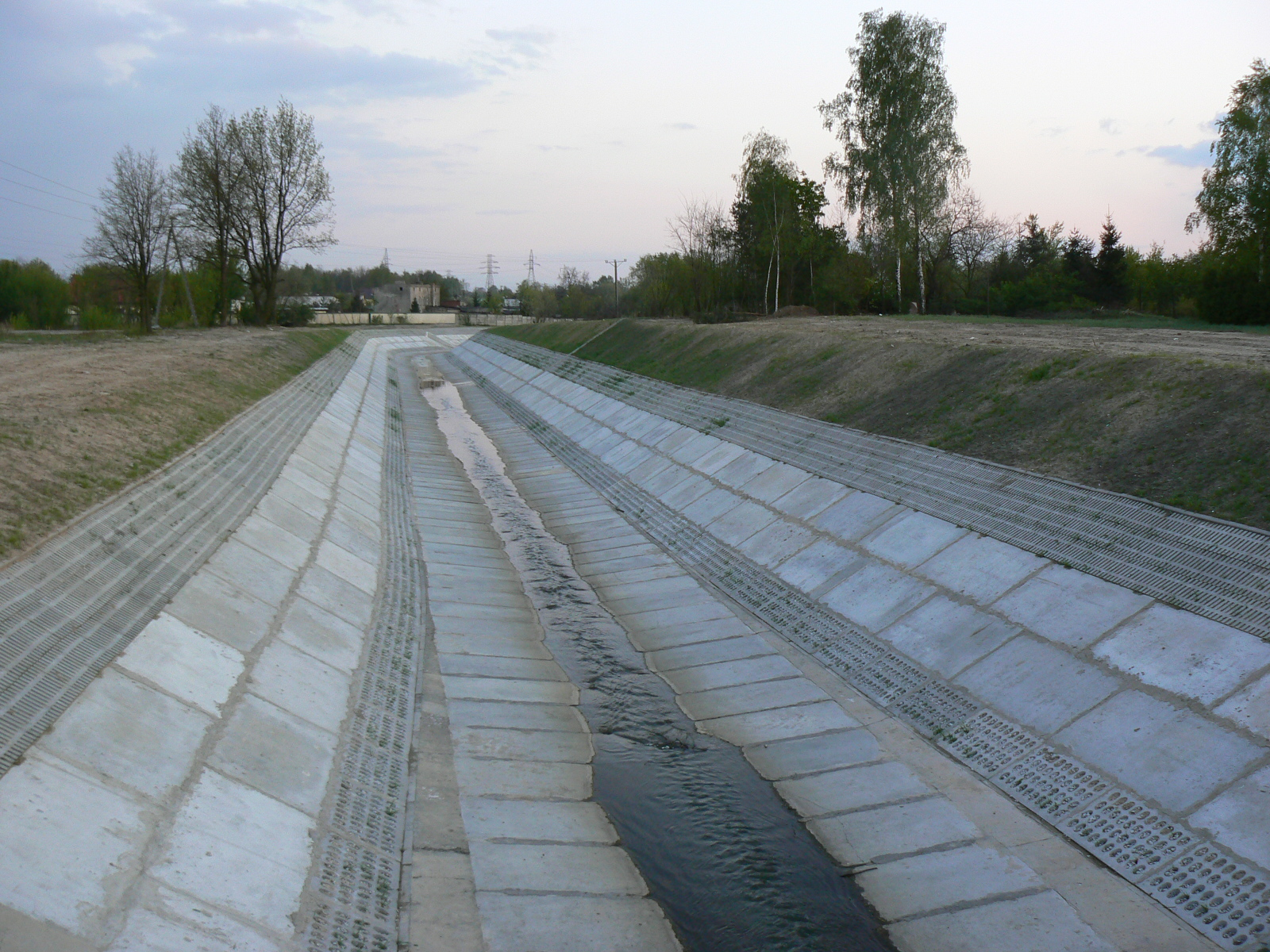
Jasień na Starym Rokiciu z uregulowanym korytem